# Peace Cup

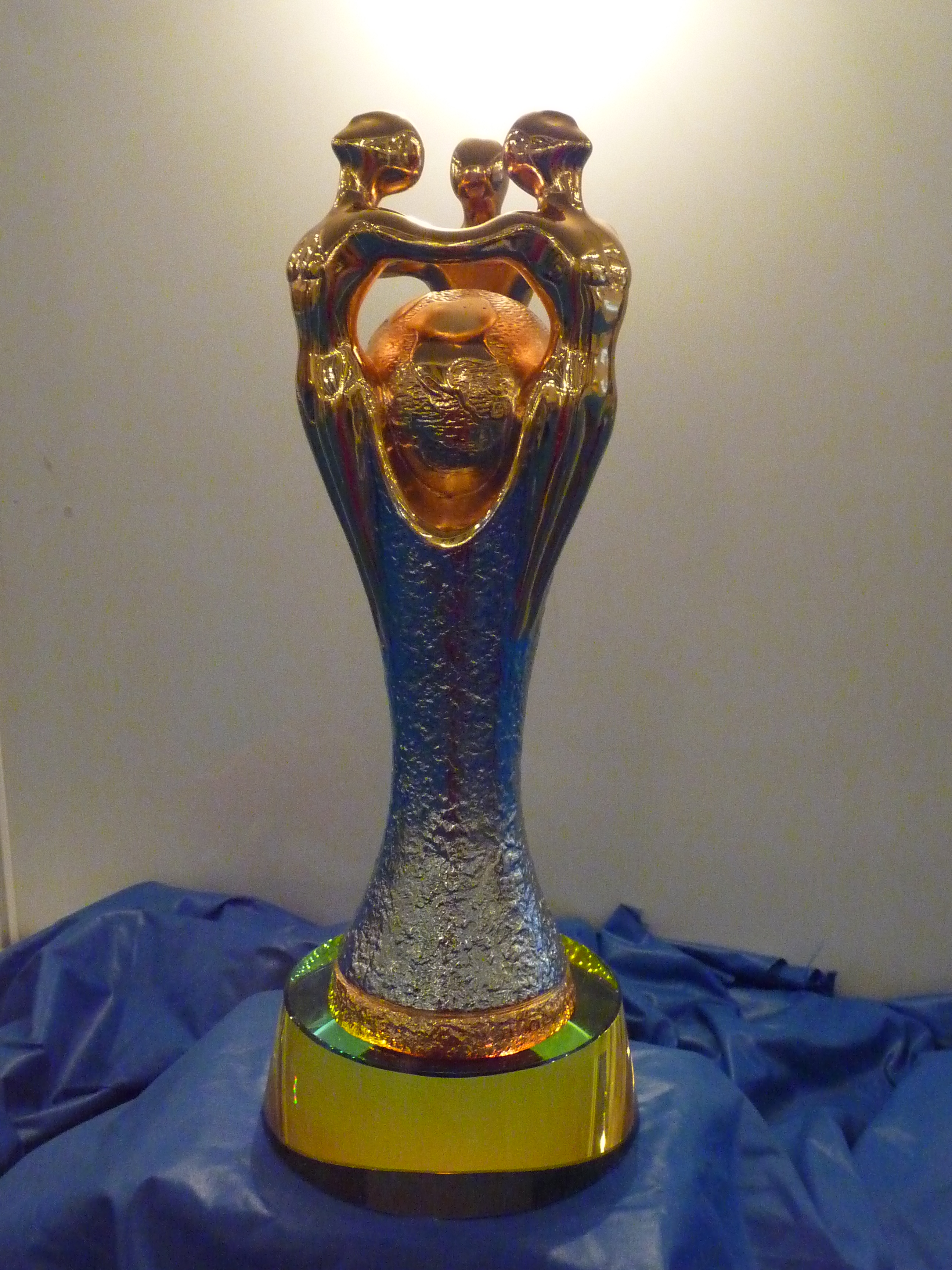
Hlavní cena - pohár míru

Peace Cup (Pohár míru) je fotbalový přátelský turnaj pro zvané klubové týmy, kterou pořádá Sunmoon Peace Football Foundation každé dva roky. Turnaj se koná v Jižní Koreji, pouze v roce 2009 se odehrál ve Španělsku. Předchozími vítězi jsou kluby PSV Eindhoven, Tottenham Hotspur FC, Olympique Lyon, Aston Villa FC a Hamburger SV, který se stal aktuálním mistrem poté, co 22. července 2012 ve finále v Suwonu porazil domácí Seongnam Ilhwa Chunma.

## Historie
Turnaj byl původně organizován v Jižní Koreji v letech 2003, 2005 a 2007, kdy byl vždy pozván i korejský tým Seongnam Ilhwa Chunma, který je ve vlastnictví pořádající společnosti, jelikož jak tým, tak i společnost jsou sponzorovány Církví sjednocení.
V roce 2006 započal též odpovídající pohár ženského fotbalu s názvem Peace Queen Cup pro 8 ženských národních týmů z 5 kontinentů.

### 2003
V roce 2003 se turnaj konal 15.-22. července v Jižní Koreji. Účastnilo se ho ve dvou skupinách celkem 8 týmů. Cena pro vítěze byla 2 miliony dolarů.
Obsazení a rozdělení do skupin:
- Skupina A:  Beşiktaş JK,  Seongnam Ilhwa Chunma,  Kaizer Chiefs FC,  Olympique Lyonnais

- Skupina B:  TSV 1860 Mnichov,  Club Nacional,  Los Angeles Galaxy,  PSV Eindhoven

Finále:  PSV Eindhoven 1:0  Olympique Lyonnais
Vítěz:  PSV Eindhoven
Ceny:
- Nejužitečnější hráč:  Zlatý míč - Pak Či-Song,  Stříbrný míč - Lee Cattermole,  Bronzový míč - Wamberto
- Zlatá kopačka:  Mark van Bommel, PSV Eindhoven

### 2005
V roce 2005 se turnaj konal v Jižní Koreji 15.-24. července. Účastnilo se ho 8 týmů rozdělených do dvou skupin. Tottenham Hotspur zvítězili nad Olympique Lyonnais a stali se tak druhým týmem, který pohár vyhrál.
Obsazení a rozdělení do skupin:
- Skupina A:  Seongnam Ilhwa Chunma,  Olympique Lyonnais,  Once Caldas,  PSV Eindhoven
- Skupina B:  Boca Juniors,  Real Sociedad,  Mamelodi Sundowns FC,  Tottenham Hotspur FC

Finále:  Olympique Lyonnais 1:3  Tottenham Hotspur FC
Vítěz:  Tottenham Hotspur FC
Ceny:
- Nejužitečnější hráč:  zlatý míč - Robbie Keane,  stříbrný míč - Mido,  bronzový míč - Lee Young-Pyo
- Zlatá kopačka:  Robbie Keane

### 2007
V roce 2007 se turnaj konal v Jižní Koreji od 12. července do 21. srpna. Tým Olympique Lyon porazil ve finále Bolton Wanderers FC a vyhrál pohár již podruhé.
Obsazení a rozdělení do skupin:
- Skupina A:  Bolton Wanderers FC,  CD Guadalajara,  Seongnam Ilhwa Chunma,  Racing de Santander
- Skupina B:  Olympique Lyonnais,  Reading FC,  CA River Plate,  Shimizu S-Pulse

Finále: Olympique Lyon 1:0 Bolton Wanderers FC
Vítěz:  Olympique Lyon
Ceny:
- Nejužitečnější hráč:  zlatý míč - Karim Benzema,  stříbrný míč - Jussi Jääskeläinen,  bronzový míč - Nicolas Anelka
- Zlatá kopačka:  Kim Källström

### 2009
V roce 2009 se turnaj poprvé konal mimo Jižní Koreu a to ve Španělsku v Andalusii. Účastnilo se ho 12 týmů, které získaly dohromady 142 ligových titulů, z čehož 31 z nich získal Real Madrid a 27 Juventus, dále 89 vítězství v domácích pohárech a 34 prvenství v kontinentálních soutěžích. Pohár vyhrál tým Aston Villa v penaltovém rozstřelu s Juventusem.
Obsazení a rozdělení do skupin:
- Skupina A:  Sevilla FC,  Juventus FC,  Seongnam Ilhwa Chunma
- Skupina B:  Real Madrid,  LDU Quito,  Al-Ittihad (Jeddah)
- Skupina C:  Málaga CF,  Aston Villa,  CF Atlante
- Skupina D:  Olympique Lyonnais,  Besiktas JK,  FC Porto

Semifinále:
- FC Porto 1:2  Aston Villa FC
- Juventus FC 2:1  Real Madrid

Finále:  Aston Villa FC 0:0 (4:3pen.)  Juventus FC
Vítěz:  Aston Villa FC
Ceny:
- Nejužitečnější hráč:  zlatý míč - Ashley Young
- Zlatá kopačka:  Hulk

### 2012
V roce 2012 turnaj opět hostila Jižní Korea, zúčastnily se ho čtyři kluby: domácí Seongnam Ilhwa Chunma, německý Hamburger SV, nizozemský FC Groningen a anglický Sunderland AFC.
Semifinále:
- Seongnam Ilhwa Chunma 1:0  Sunderland AFC
- Hamburger SV 2:1  FC Groningen

O 3. místo: * Sunderland AFC 3:2  FC Groningen
Finále: * Hamburger SV 1:0  Seongnam Ilhwa Chunma
Vítěz:  Hamburger SV
Ceny:
- Nejužitečnější hráč:  Zlatý míč - Marcus Berg, Hamburger SV
- Zlatá kopačka:  Mitchell Schet, FC Groningen